# Kết tủa muối

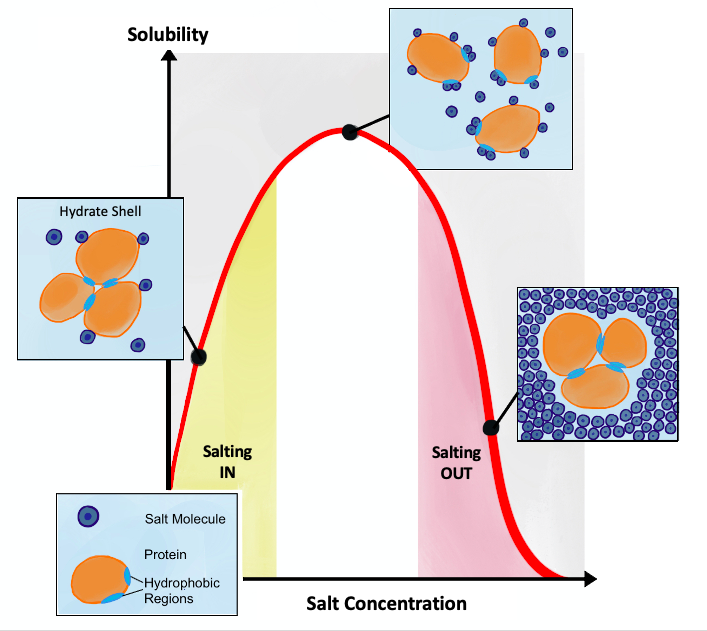
Bảng minh họa (bằng tiếng Anh) nguyên lý cô đặc muối

Kết tủa muối (Salting out) hay cô đặc muối hay phân đoạn muối (Salt fractionation) là một kỹ thuật tinh chế sử dụng độ hòa tan giảm của một số phân tử nhất định trong dung dịch có cường độ ion rất cao. Việc muối hóa hay kết tủa muối thường được sử dụng để kết tủa các phân tử sinh học lớn, chẳng hạn như protein hoặc DNA.

## Nguyên lý
Vì nồng độ muối cần thiết để một protein nhất định kết tủa ra khỏi dung dịch khác nhau tùy theo từng protein, nên có thể sử dụng nồng độ muối cụ thể để kết tủa một protein mục tiêu. Quá trình này cũng được sử dụng để cô đặc các dung dịch protein loãng. Kỹ thuật thẩm phân hóa sinh có thể được sử dụng để loại bỏ muối nếu cần. Hợp chất muối phân ly trong dung dịch nước. Tính chất này được khai thác trong quá trình muối hóa. Khi nồng độ muối tăng lên, thì một số phân tử nước bị thu hút bởi các ion muối, làm giảm số lượng phân tử nước có thể tương tác với phần tích điện của protein. Có axit amin kỵ nước và axit amin ưa nước trong các phân tử protein. Sau khi protein gấp trong dung dịch nước, các axit amin kỵ nước thường tạo thành các vùng kỵ nước được bảo vệ trong khi các axit amin ưa nước tương tác với các phân tử của quá trình sự tương tác của dung môi với các phân tử hòa tan và cho phép protein tạo thành liên kết hydro với các phân tử nước xung quanh. Nếu đủ bề mặt protein ưa nước, protein có thể được hòa tan trong nước. Khi muối được thêm vào dung dịch, có sự tương tác thường xuyên hơn giữa các phân tử dung môi và các ion muối. Kết quả là, các ion protein và muối cạnh tranh để tương tác với các phân tử dung môi, kết quả là có ít phân tử dung môi có sẵn để tương tác với các phân tử protein hơn trước. Do đó, tương tác protein-protein trở nên mạnh hơn các tương tác dung môi-chất tan và các phân tử protein liên kết với nhau bằng cách hình thành tương tác kỵ nước với nhau. Sau khi phân ly trong một dung môi nhất định, các nguyên tử tích điện âm từ muối đã chọn bắt đầu cạnh tranh tương tác với các phân tử tích điện dương có trong dung dịch.

## Ứng dụng
Đây cũng là một ứng dụng trong phương pháp tách chiết DNA không độc hại. Mẫu chứa DNA được thêm vào 3mL dung dịch đệm ly giải (0,4 M NaCl, 10 mM Tris–HCl pH 8,0 và 2 mM EDTA, pH 8,0), SDS và proteinase K. Hỗn hợp được ủ ở 55–65°С qua đêm. Tiếp theo, khoảng 6M NaCl bão hòa được thêm vào và lắc hỗn hợp trong 15 giây sau đó ly tâm ở 2500 vòng/phút trong 15 phút. Nồng độ muối cao làm giảm khả năng hòa tan của protein, dẫn đến kết tủa. Phần nổi phía trên có chứa DNA được dùng pipet hút vào một ống mới và có thể được kết tủa bằng cách sử dụng ethanol. Phương pháp này đã được báo cáo là mang lại DNA chất lượng cao tương đương với phương pháp phenol-cloroform, và ưu việt hơn ở hiệu quả về thời gian và chi phí và quan trọng nhất là thuốc thử được sử dụng không độc hại. Nó cũng được sử dụng để tách chiết/ly trích DNA từ máu, nuôi cấy huyền phù hoặc mô đồng nhất. Protein không mong muốn có thể được loại bỏ khỏi hỗn hợp dung dịch protein bằng cách thêm muối miễn là độ hòa tan của protein trong các nồng độ dung dịch muối khác nhau được biết đến. Sau khi loại bỏ kết tủa bằng cách lọc hoặc ly tâm, protein mong muốn có thể được kết tủa bằng cách thay đổi nồng độ muối đến mức mà protein mong muốn trở nên không hòa tan. Một nhược điểm của việc cô đặc muối hay muối hóa trong quá trình tinh chế protein là ngoài việc kết tủa một loại protein cụ thể cần quan tâm, các chất gây ô nhiễm cũng được kết tủa. Do đó, để thu được protein tinh khiết hơn cần quan tâm, có thể cần các phương pháp tinh chế bổ sung như sắc ký trao đổi ion.